# Франк Лойд
Франк Лойд (на английски: Frank Lloyd) е американски режисьор, актьор, сценарист и продуцент.

## Биография
Франк Лойд е роден на 2 февруари 1886 година в Камбусланг, в покрайнините на Глазгоу, Шотландия. Той е най-малкото от седем деца. Майка му Джейн е шотландка, а баща му Едмънд е уелски машинен инженер. Семейството пътува из страната, докато баща му не е ранен и се отказва от инженерството. Установяват се в Шепърдс Буш, Лондон, където семейството държи кръчма. Лойд работи в магазин за обувки, пее в хорови групи и се присъединява към водевилна група.
През 1909 г. емигрира в Канада, където работи в ранчо в Албърта в продължение на една година. Той също така издига стълбове и пише за телефонна компания, след което се присъединява към пътуващо шоу като актьор и певец. Шоуто приключва в Лос Анджелис през 1913 г. и Лойд решава да остане там и да играе в холивудски филми.

### Кариера
Франк Лойд започва от 1915 година да режисира късометражни филми за „Парамаунт“ и преминава към по-продължителни филми. Биографът на Лойд твърди, че „ранните му филми не са шедьоври, но са наравно с филми на други вторични режисьори от периода. С други думи, те не са сравними с тези, режисирани от Д. У. Грифит, но са толкова добри, колкото и тези режисиран от Алън Дуан“.
Той е сред основателите на Академията за филмово изкуство и наука и е неин президент от 1934 до 1935 г.
Той е първият носител на „Оскар“ в Шотландия и е уникален в историята на киното, като получава три номинации за „Оскар“ през 1929 г. за работата си върху ням филм (The Divine Lady) и филми със звук (Weary River и Drag). Той печели за „Божествената дама“. Номиниран и печели отново през 1933 г. за адаптацията си на „Кавалкада“ на Ноел Кауърд и получава още една номинация за най-добър режисьор през 1935 г. за може би най-успешния си филм, „Бунтът на Баунти“.
През 1957 г. той получава наградата „Джордж Ийстман“, дадена от Джордж Ийстман Хаус за изключителен принос към филмовото изкуство.
На 8 февруари 1960 г. Лойд получава звезда на Холивудска алея на славата за приноса си към киноиндустрията, на 6667 Hollywood Boulevard.

### Личен живот
Франк Лойд е женен за актрисата Алма Халър от 11 юли 1913 г. до смъртта ѝ на 16 март 1952 г. През 1955 г. се жени за Вирджиния Келог и остава женен до смъртта си. 

### Смърт
Франк Лойд почива на 10 август 1960 г. на 74-годишна възраст. Погребан е в Мемориала на Форест Лоун Парк в Глендейл, Калифорния.

## Избрана филмография
| Година | Филм      | Оригинално заглавие |
| ------ | --------- | ------------------- |
| 1931   | Кавалкада | Cavalcade           |